# Renault Vesta 2
El  Vesta II  es el resultado de las búsquedas de Renault en cuanto a reducción del consumo de combustible de los automóviles durante los años ochenta. Sucedió a los prototipos Eva y Vesta. El nombre Vesta es el acrónimo para Véhicule Econome de Systèmes et Technologies Avancées (Traducido del francés: Vehículo Económico de Sistemas y Tecnologías Avanzadas) (haciendo también alusión a la diosa Vesta). Estas investigaciones, llevadas a cabo por el estilista e ingeniero-aerodinámico Gaston Juchet entonces director del estilo, constituían la respuesta de Renault al reto propuesto por el Ministerio de Industria francés en 1980, quien pedía realizar un coche capaz de consumir menos de 3 l cada 100 km.
Los datos siguientes son los correspondientes al noveno prototipo del Vesta, el PV9.

## Características

### Carrocería

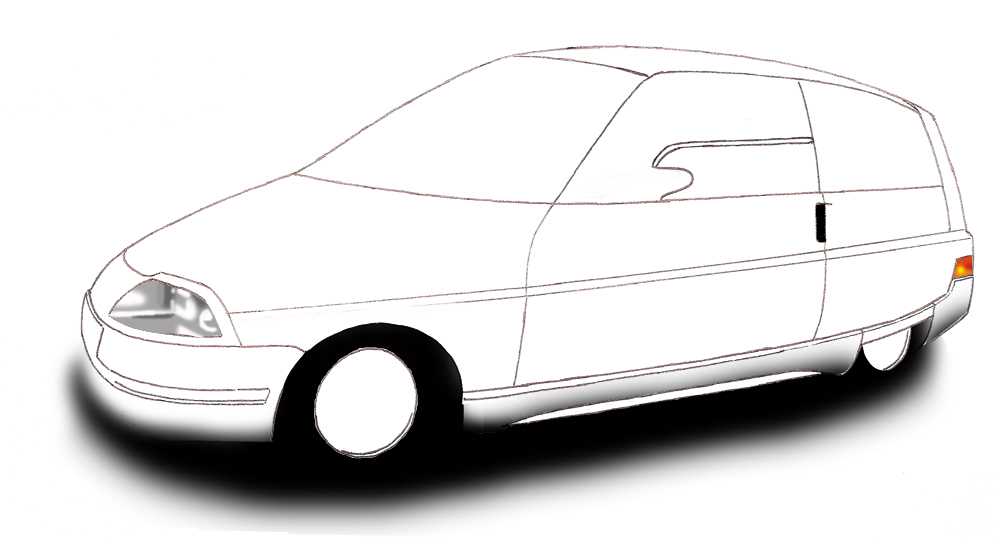
Renault Vesta II

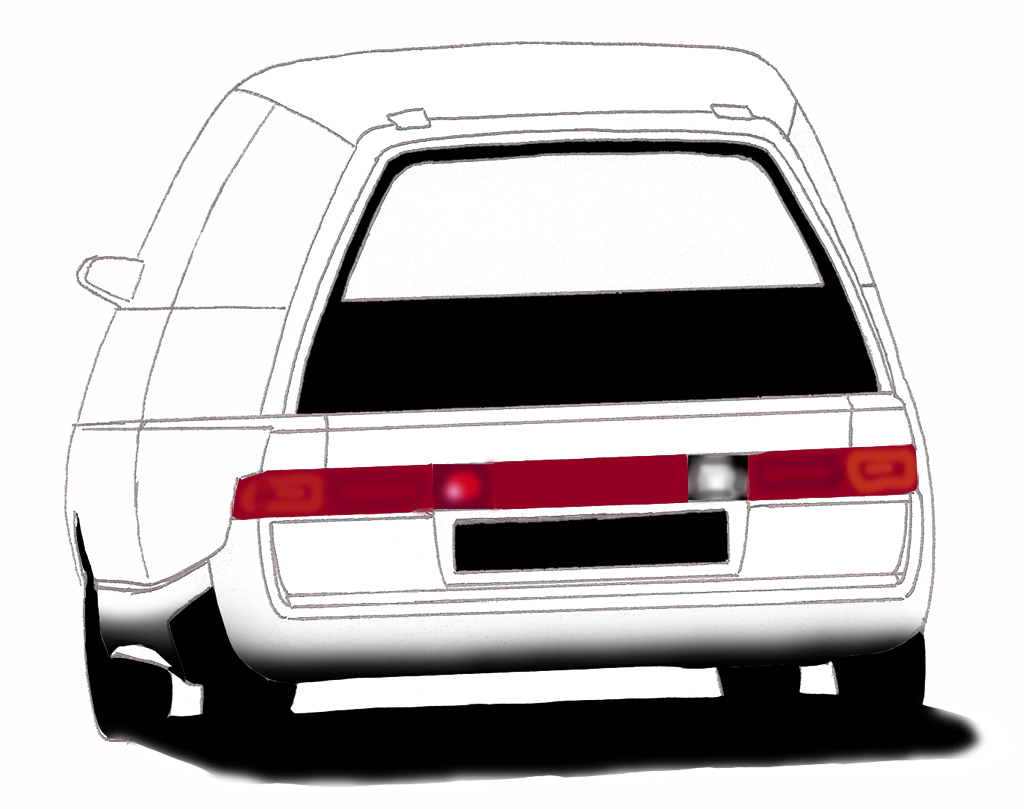
Vista trasera. Renault Vesta II

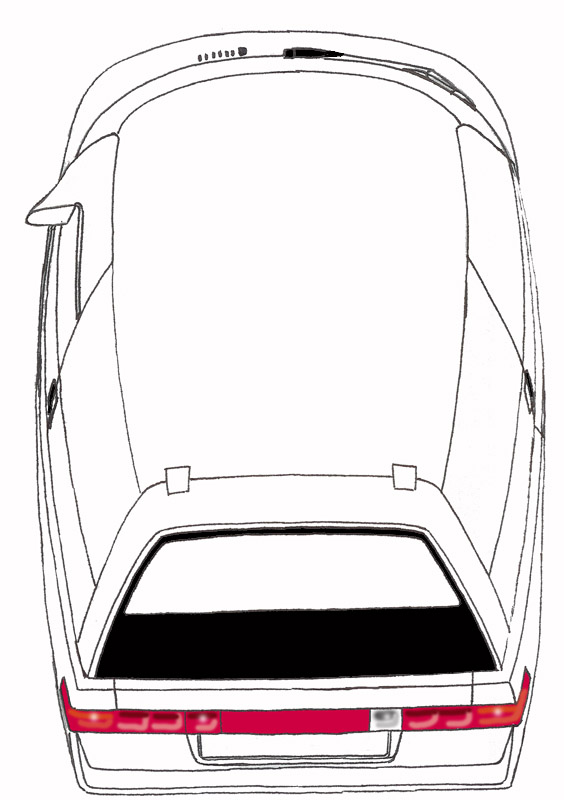
Vista aérea. Renault Vesta II

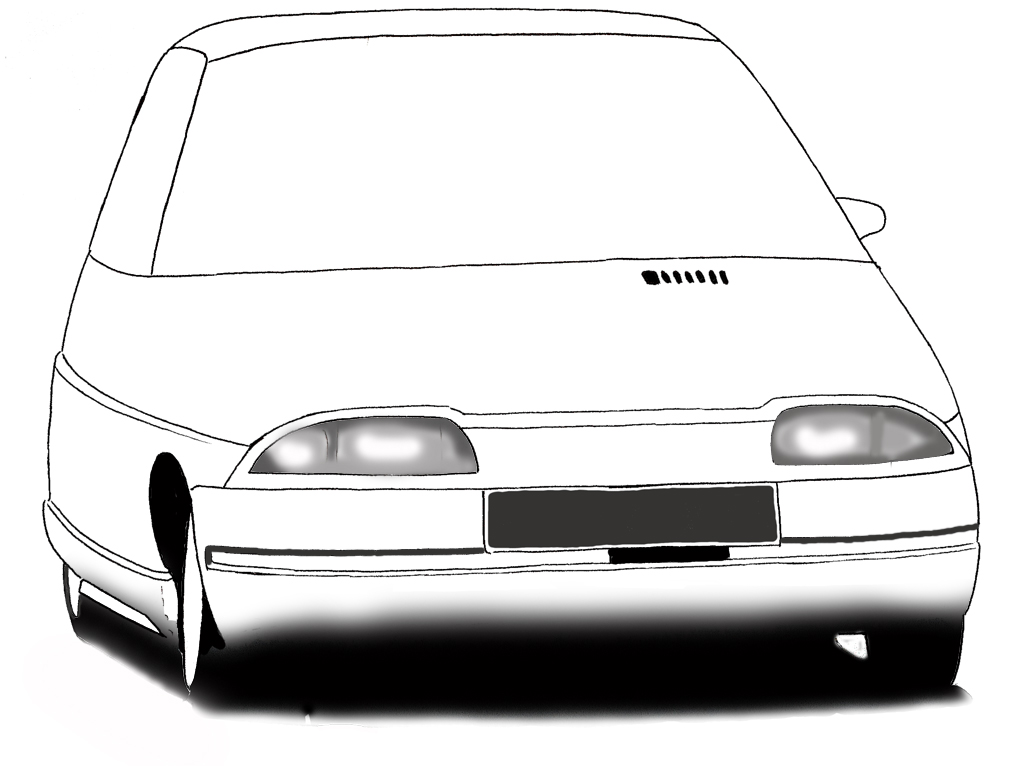
Vista delantera. Renault Vesta II

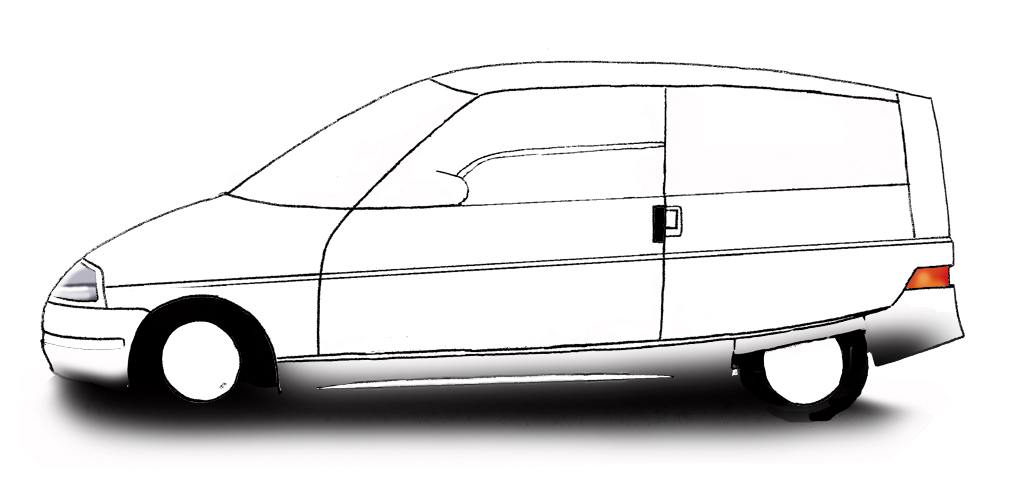
Vista lateral. Renault Vesta II

Renault prestó un cuidado extremo a la aerodinámica del coche para conseguir un  Cx de 0,186  (en comparación, el coeficiente del Toyota Prius asciende a 0,26. El récord de resistencia mundial lo tiene el Ford Probe V de 1985 con 0,14).
El coche adopta una forma de gota de agua. La mayor anchura se encuentra en la primera hilera de sedes, al igual que la mayor altura. El capó está prácticamente en la prolongación del parabrisas, inclinado a 57° para reconciliar aerodinámica y visibilidad. La luneta trasera es vertical. El panel posterior prolonga lado, techo y piso por deflectores en el escudo y la compuerta. El suelo está carenado. Las partes bajas de caja son prolongadas por zuecos colocados delante de las ruedas posteriores.
La estructura es de poliéster armado de fibra de vidrio. La compuerta es de termoplástico, clavándose la luna encima de ella. Las puertas están constituidas por un marco en metal cubierto con chapa fina. Siendo el capó también de chapa fina.
Saint-Gobain realizó acristalamientos ultrafinos de 2 mm. clavados a la estructura y que formaban parte de la rigidez global del automóvil. Las lunas de las puertas son de grosor clásico. Solo la luna del conductor tiene una pequeña zona que se abre, integrando el único retrovisor exterior.
Se canalizan cuidadosamente los flujos de aire en el compartimento del motor. Un ventilador controla automáticamente la entrada de aire manteniendo la temperatura del motor en condiciones óptimas.

### Chasis
- El suelo es de material compuesto (fibra de vidrio y resina).

La mayoría de las partes son de materiales ultraligeros. El peso total ganado es de cerca de un 25% con relación a los vehículos de concepción clásica a rigidez y resistencia igual. Se concibió a Vesta II para resistir a las aterrizaje-pruebas en vigor en 1987. El Vesta II se concibió para resistir a los crash-tests que había en vigor en 1987.

### Suspensión
- Delantera: ruedas independientes, Mac Pherson con resortes neumáticos.
- Trasera: ruedas independientes a brazos extraídos y resortes neumáticos.

La suspensión neumática es a base constante. Cada resorte neumático está constituido por un calcetín de goma concéntrico del amortiguador.
El sistema incluye un compresor eléctrico que conecta el tanque a baja presión al tanque alta presión. El sistema está completado por esferas, comparables a las existentes en la suspensión hidroneumática de la marca Citroën. El sistema de regulamiento electrónico de la base mantiene el coche horizontal y le permite abatirse hasta 20 mm. a medida que la velocidad aumente, reduciendo así el Cx.
- Posición alta: hasta 60 km/h.
- Posición intermedia: de 60 a 100 km/h.
- Posición baja: a partir de 100 km/h.

### Interior
El interior no fue objeto de ningún estudio particular. Sin embargo, el pliego de condiciones inicial estipulaba que el Vesta debía ser tan habitable como el Renault Supercinco, vehículo de gama equivalente a la de la época.

### Motorizaciones
El motor de solamente 716 cm ³ y 27 CV, se dio por suficiente para obtener resultados equivalentes a las del Supercinco SL. Se prefirieron tres cilindros a un clásico cuatro cilindros para reducir las fricciones. Su funcionamiento es optimizado por distintos sistemas de regulamiento electrónico para disminuir el consumo. El peso de cada parte se redujo al mínimo, recurriendo a materiales vanguardistas como el aluminio o el magnesio.
| Motor               |                                                                      |
| Tipo                | transversal                                                          |
| Cilindros           | 3 cilindros                                                          |
| Válvulas            | 6 válvulas                                                           |
| Árbol de levas      | a la cabeza                                                          |
| Cilindrada          | 716 cm³                                                              |
| Potencia máxima     | 20 kW (27 CV) a 4.250 rpm                                            |
| Par máximo          | 5,7 mkg a 2.250 rpm                                                  |
| Catalizador         | Ninguno                                                              |
| Tipo de combustible | Súper 97                                                             |
| Velocidad máxima    | 138,2 km/h                                                           |
| Consumo             | Ciudad : 4,25 litros cada 100 km Carretera : 2,81 litros cada 100 km |
| Capacidad reserva   | 18 l                                                                 |
| Aerodinámica        | Cx : 0,186 SCx : 0,304                                               |

## Novedades
De acuerdo con los objetivos, el Vesta II realizó el 23 de junio de 1987 el  récord mundial de consumo  sobre la autopista de Burdeos a París: se consumieron 9,447 litros de Súper para este trayecto, lo que representa  1,94 l cada 100 km a unos 100,9 km/h de media . La velocidad máxima medida por la prensa especializada en octubre de 1987 es de 138,2 km/h.

## Conducción
El Vesta II se conduce como una berlina clásica. En 1987, fue comparada por la prensa (“el Automóvil Revista”) al Supercinco SL (1108 cm ³, 47 CV, 725 kg), modelo más económico de la gama Renault. El Vesta II es ruidoso ya que su insonorización es más ligera. El prototipo transcurre perfectamente en las curvas y garantiza a los pasajeros una buena comodidad general. En consumo, la diferencia es obvia entre los dos automóviles.  El Vesta II consume aproximadamente dos veces menos que el Supercinco .
| Consumos (l/100km)                  | Vesta II PV9               | Supercinco SL              |
| A velocidad constante (km/h)        |                            |                            |
| 50 km/h                             | 1,6 l/100km                | 3,10 l/100km               |
| 70 km/h                             | 1,75 l/100 km              | 3,65 l/100 km              |
| 90 km/h                             | 2,15 l/100 km              | 4,45 l/100 km              |
| 110 km/h                            | 2,60 l/100 km              | 5,45 l/100 km              |
| 130 km/h                            | 3,30 l/100 km              | 7,15 l/100 km              |
| Maxi                                | 3,70 l/100 km (138,2 km/h) | 8,90 l/100 km (143,2 km/h) |
| En modo utilitario (solo conductor) |                            |                            |
| Ciudad                              | 4,25 l/100 km              | 7,29 l/100 km              |
| Carretera                           | 2,81 l/100 km              | 5,85 l/100 km              |

## El legado del Vesta II
El Vesta II no tendrá ninguna descendencia directa en la gama Renault, contrariamente a su equivalente en Citroën, el proyecto Eco 2000. Este último servirá de base de trabajo para la elaboración del AX presentada en 1986. Los periodistas del automóvil creyeron a principios de los años noventa que el minicoche destinado a insertarse por debajo del Clio se inspiraría en las búsquedas del programa Vesta. 
No será nada, y el Twingo no tendrá pretensiones económicas particulares en cuanto a consumo. No se beneficiará tampoco de una aerodinámica buscada (Coeficiente de resistencia al avance de 0,335 a 0,342 y Scx de 0,670 a 0,685).